# コナミワイワイワールド
『コナミワイワイワールド』は、1988年1月14日にコナミから発売されたファミリーコンピュータ用アクションアドベンチャーゲームである。

## 概要
コナミから発売された人気ゲームキャラクターが共演した作品。主人公はコナミのゲーム作品に主に隠れキャラクターとして登場していたコナミマンと、シナモン博士によって作られたアンドロイドである本作オリジナルのキャラクター、コナミレディ。目的は、大魔王ワルダーによって囚われの身となった6人のコナミヒーローたちを助け出し、協力してワルダーを倒すことである。
2006年4月5日に、コナミデジタルエンタテインメントの携帯電話向けサービス・コナミネットDXの『コナミ名作シリーズ』第1弾として、NTTドコモのiアプリ（90xシリーズ専用）向けの移植版の配信が開始され、2008年7月16日にはSoftBank 3G端末向けS!アプリ、2009年1月15日にはau端末向けEZアプリ（BREW）への移植も行われた。なお、後者2機種では売り切り販売も行われた。
ファミリーコンピュータ版はゲーム誌『ファミコン通信』の「クロスレビュー」にて、シルバー殿堂入りを獲得した。
後に続編となるファミリーコンピュータ用ソフト『ワイワイワールド2 SOS!!パセリ城』（1991年）が発売された。以降も、「ワイワイ」の名前を冠したコナミipキャラクターのクロスオーバーゲーム作品がいくつかリリースされている。
以下のゲームシステム・キャラクター・ステージの記述は、特記が無い限りファミコン版についての記述である。その他の機種は#移植版を参照。

## ゲーム内容

### システム
このゲームは、横スクロールのアクション面と縦スクロールシューティング面とに分かれている。ファミコン版では1人でのプレイの他、2人同時プレイも可能。ゲームの進行状況はカタカナ14文字のパスワードで記録することができる。なお、スコアおよびゲームオーバーの概念はない。
各ステージの詳細については#ステージの節を参照。ここでは種類ごとの面の特徴について述べる。

#### アクション面
奥行きのない横スクロール型アクションゲームであり、階段を昇り降りすることによりステージの切り替えを行うという『悪魔城ドラキュラ』（1986年）に近いタイプである。画面デザインやBGM、アイテムや仕様などにも、悪魔城シリーズが色濃く出ている。
ゲーム中は（階段にいる場合などを除き）十字ボタン↑を押しながらAボタンでいつでも使用キャラクターを変更することが可能。コナミヒーローを救出するとそのキャラクターもマイキャラとして使用することができる。マップによっては特定のキャラクターの個性を生かさないと進めない場所もある。また、2人同時プレイの場合、同じキャラクターは同時には使うことができない。
マイキャラはライフ制。各キャラクターそれぞれにライフゲージが設定されていて、ライフが0になるとそのキャラクターは死んでしまう（穴に落ちた場合も同様）。↑+セレクト+A+Bを同時に押せば自滅も可能。死んでしまったキャラクターは、研究所で生き返らせない限り使うことができなくなる。全キャラクターが死んでしまうと全滅となり、「弾丸」のストックが半分となってコナミマンとコナミレディだけ復活し研究所に戻される（ゲームオーバーではないので、仲間にしたキャラクターや入手したアイテムなどは全滅時のままの状態で継続となる）。
また、キャラクターの攻撃方法には通常攻撃（接近戦）と銃やパチンコなどの飛び道具があり、飛び道具を使うにはアクションマップ上のどこかにあるキャラクターごとの専用アイテムを手に入れなければならない。通常攻撃と飛び道具は十字ボタン↓（屈み状態）でAボタンで切り替える。飛び道具を使うと「弾丸」を消費する。この「弾丸」は主に敵を倒すとランダムで出てくるが、マップ上に固定アイテムとして配置されている場合もある。また、一部のマップにあるばくち場（賭博場）での賭け対象にもなっている。

#### シューティング面
シューティング面は『ツインビー』（1985年）、『沙羅曼蛇』（1986年）両作品ダイジェストのような縦スクロール型。ベルを何度も撃ったり、特定の敵を倒したりすることによりアイテムが出現し、それを取ることで自機をパワーアップさせることができる。ただし各機体専用の武器アイテムは、使用する機体で取得する必要がある（別の機体でも取る事自体は可能だが、取っても装備されないので意味はない）。装備の増強具合は『パロディウス』（1988年）シリーズに近い。
1人プレイの場合は、セレクトボタンを押すことで別機体にチェンジする事が可能。
敵や壁にぶつかるとミスになる。ミスした場合はその場で再開する事ができるが、8回（2人同時プレイ時は双方併せて8回）ミスすると全滅となって研究所に戻される。全滅しない限りは、何度ミスしてもクリア時にキャラクター死亡などのペナルティはない。

### アイテム

#### 通常アイテム
ザコ敵を倒すとランダムに手に入るものと、マップ上に設置されたものがある。
ハート（小）
ライフが2メモリ回復する。
ハート（大）
ライフが5メモリ回復する。ゴエモンのみが開けられる宝箱にも入っている。
弾丸
弾丸数が5増える。
弾丸（点滅）
弾丸数が100増える。特定のステージに設置されている。
魔法の聖水
ライフが全回復する。瓶のような形状。特定のステージに設置されている。

#### 重要アイテム
マント
コナミマンとコナミレディーが使用できる。Aボタンを押し続けると空を飛べる。
ヨロイ
全キャラクターの耐久力が2倍になる。
パワーアップ
全キャラクターの攻撃力が2倍になる。『グラディウス』（1985年）のパワーアップカプセルと同じ形状。
オニギリ
移動中のキャラクターのライフがゼロになった時に、自動的にライフが全回復する。

#### 専用アイテム
ビームガン、ヒートガン以外は各キャラクターが捕らわれているステージで入手可能。使い手となるキャラクターでなければ入手することができない。
ビームガン
コナミマンが「ビームガン」を撃てるようになる。
ヒートガン
コナミレディが「ヒートガン」を撃てるようになる。
まねきねこ
ゴエモンが「小判」を撃てるようになる。
クロス
シモンが「クロス」を撃てるようになる。
手裏剣
フウマが「手裏剣」を撃てるようになる。
パチンコ
マイキーが「パチンコ」を撃てるようになる。
ドーナツ
モアイが「イオンリング」を撃てるようになる。
バナナ
コングが「岩」を撃てるようになる。

#### シューティングステージのアイテム
ベル
特定の雲を撃つと出現し、8回撃つとアイテムに変化する。
ミサイル
ビックバイパーが取るとホーミングミサイルを装備する。ロケット型の形状。
レーザー
ビックバイパーが取るとレーザーを装備する。ロケット型の形状。
パンチ
ツインビーが取るとロケットパンチを装備する。グローブ型の形状。
リップルレーザー
ツインビーが取るとリップルレーザーを装備する。ツインビー型の形状。
オプション
2機共通で、取るとオプションを装備する（最高2つまで）。炎のような形状。
バリア
2機共通で、取ると5発まで攻撃を防ぐバリアを装備する。Bマークが描かれている。

## ステージ構成
シナモン博士の研究所には3つのシャッターがある。

### 1番シャッター
1番シャッターの部屋にはシナモンがいて、生きているキャラクター全員のライフを回復してもらえる。コナミヒーローについての情報を聞いたり、また、ゲームを途中で終えるときにはパスワードを教えてもらうこともできる。弟のサイモンを呼べば、死者を生き返らせることも可能（1人に付き弾丸が100必要）。

### 2番シャッター
2番の部屋に入ると次の6つのステージのどれかを選択してそのステージに入ることができる。
各ステージではコナミヒーローがどこかに囚われており、「カギ」を入手して囚われの身のヒーローの前でそれを使用することによって助けることができる。カギは主にボスを倒すことで入手できるが、江戸ステージと港町ステージではボスを倒さなくてもカギを入手でき、地獄ステージではボスを倒した時点でヒーロー救出となる。また、入手したカギは別のステージで使うこともできる。
ステージでの用が済んだ後は、スタート地点の転送装置まで戻ることで研究所に戻ることが可能だが、各ステージの途中に隠しワープ地点も存在し、その地点から即座に研究所に戻ることもできる。
以下の順番でクリアしていくのが正規ルートと言われているが、この他の順番で進めることも可能。
江戸ステージ
『がんばれゴエモン!からくり道中』（1986年）の舞台である江戸の街並みと城内。ボスはいないが、その代わりに竜のような大型ザコ「ティエンルン」がカギの部屋にいる。
キャッスルステージ
『悪魔城ドラキュラ』（1986年）のドラキュラ城内。江戸ステージより難易度が高い。ボスは一つ目のカエルのような怪物「タドポール」（BGMは『悪魔城ドラキュラ』のラストバトル〈ドラキュラ最終形態〉）。なお、原作の最終ボスである「ドラキュラ」は、大型のザコとして登場する。
港町ステージ
『グーニーズ』（1986年）、『グーニーズ2 フラッテリー最後の挑戦』（1987年）の舞台となった船や洞窟。狭い足場の上に攻撃力の高いイソギンチャクのような敵が点在している地形があるため、遠距離を攻撃できるシモンがいなければ進むのが難しい場所がある。ボスはいない。
都会ステージ
『キングコング2 怒りのメガトンパンチ』（1986年）の舞台のひとつである都会。途中、天井が低くマイキーの背の高さでなければ進めない場所がある。ボスは空を飛び、誘導ミサイルを発射するメカコング「ボスコンガー」（BGMは『キングコング2』のボス戦）。
地獄ステージ
『月風魔伝』（1987年）の舞台である地獄界。コングのジャンプ力がないと飛び越えられない場所がある。ボスは『月風魔伝』と同じく龍骨鬼だが、『月風魔伝』と異なり龍骨鬼ジュニアを吐き出す。また、このステージでは重要なアイテムである「マント」も手に入る。
怪獣ステージ
イースター島の遺跡。岩壁を壊せるキャラクターがいないと進めない。ボスは巨大なモアイ。
江戸ステージと港町ステージには「ばくち場」が存在し、ステージの途中にあるいくつかの扉から入ることができる。
サイコロ場
2つのサイコロの目の合計が丁（偶数）か半（奇数）かを予想する。成功すれば手持ちの弾丸が2倍（最大1000個）に、外れると半分（端数切り捨て）になる。弾丸が残り0個の場合は挑戦できない。
カジノ
弾丸10個でスロットマシンに挑戦できる。揃った絵柄により様々なボーナスがある。弾丸が残り10個未満の場合は挑戦できない。
呪われた店
裏返しの5枚のカードから2枚を選ぶ。役が揃えばライフ回復や死亡者の復活などのボーナスがあり、外れると操作キャラクターのライフが半分（端数切り捨て）になる。ライフが残り1の場合は挑戦できない。

### 3番シャッター
3番のシャッターは仲間が全員揃わないとシャッターが開かず入ることができない。部屋に入ると中にはツインビーとビックバイパーの機体が格納してあり、プレイヤーはこれらに搭乗して後述のシューティングステージへ出撃する。
2人同時プレイの場合はそれぞれが別々にツインビーとビックバイパーへ搭乗する。1人プレイの場合はどちらの機体で出撃しても、プレイ中に1コントローラーのセレクトボタンを押せば両方の機体を任意に切り替えができる。
シューティングステージ
前半は『ツインビー』風の地球上空が舞台で障害物が無い。後半は宇宙となり『グラディウス』、『沙羅曼蛇』の火山ステージのようなマップとなっている。最後に登場するワルダーを倒すとクリア。その後は最終面であるワルダー体内の内臓ステージへ突入する。なお、内臓ステージの入口に止まっている戦闘機に乗れば研究所に帰ることができるが、ワルダーの心臓を倒す前に研究所に戻った場合、内臓ステージに戻るには再びシューティングステージをプレイしなければならなくなる。
内臓ステージ
『魂斗羅』のラストステージ風で、ラストボス戦のBGMも同じものが使用されている。最深部にはラストボスのワルダーの心臓が待ち構えている。ワルダーの心臓を倒した後はカウントダウン（5000カウントで時間にすると2分間）が始まり、カウントが0になる前に入口まで脱出して戦闘機に乗らなければならない。脱出に成功すればエンディングとなる（失敗の場合は全キャラクター死亡となり、研究所からやり直し）。

## 登場キャラクター

### プレイヤーキャラクター
コナミマン
主人公で、正式名称はコナミマン太郎。他ゲームの隠れキャラクターやパワーアップキャラクターとして登場していた。通常攻撃はパンチだが、リーチが短く通常攻撃は他のキャラクターに比べ見劣りするものの、飛び道具の「ビームガン」と「マント」を入手することで本領を発揮する。
- 通常攻撃：パンチ - リーチが短く、威力も普通。通常攻撃においては至って平凡。
- 飛び道具：ビームガン - マントでの飛行中にも撃つことができるほか、連射性能に優れるため、2人プレイだと援護射撃要員として威力を発揮する。
- 出演作品：『ロードファイター』（1984年）、『謎の壁 ブロックくずし』（1986年）、『グーニーズ2 フラッテリー最後の挑戦』（1987年）、『愛戦士ニコル』（1987年）などのコナミのゲーム各種

コナミレディ
シナモン博士の作ったアンドロイドで、ビキニ姿で戦闘をする。コナミマンと同じく「マント」を入手することで空を飛ぶことができる。通常攻撃はキック。
- 通常攻撃：キック - コナミマンよりリーチが長く見えるが、攻撃モーションの際にやや前傾するだけで実際はコナミマンと相違ない。
- 飛び道具：ヒートガン - ビームガンと違い、敵を貫通するが、連射性能は劣る。マントでの飛行中にも撃つことができる。
- 出演作品：本作で初登場

ゴエモン
アクションマップ上の宝箱（中身はライフ回復のハート）を開けることができる。
- 通常攻撃：キセル - アッパーカットのようにキセルを突き出すため上方向に強いが、逆に下方向や背の低い敵には攻撃できない。また、連射性能に優れるため、ボス戦には強い。
- 飛び道具：小判 - アイテムの招き猫を取ると使用可能。小判を投げられるようになり、他の飛行系飛び道具より当たり判定が大きめだが、弾速はやや遅い。
- 出演作品：『がんばれゴエモン!からくり道中』

シモン（シモン・ベルモンド3世）
武器のムチやクロス（十字架）による遠距離攻撃を得意とする。
- 通常攻撃：ムチ - 全キャラクター中でもっとも通常攻撃のリーチが長いが、攻撃動作は遅い。
- 飛び道具：クロス - 弾丸を5個分消費する。敵を貫通しブーメランのように戻ってくるため、ボス戦など耐久力のある敵に対して真価を発揮する。
- 出演作品：『悪魔城ドラキュラ』

フウマ（月風魔）
剣や手裏剣による攻撃で特定のブロックを破壊することができる。
- 通常攻撃：剣 - 特定のブロックを破壊可能。上から下に斬り付けるため、攻撃範囲は広いが、リーチは短い。
- 飛び道具：手裏剣 - 弾丸を3個分消費する。投げると3つに分かれて前方へ飛ぶ。特定のブロックを破壊可能。
- 出演作品：『月風魔伝』

マイキー（マイケル・ウォルシュ）
背の低さを生かし、天井の低い場所を進むことができる。他のキャラクターとは違いしゃがむと地面に伏せるため攻撃ができず、通常攻撃のリーチもコナミマン並みに短いので攻撃性能は低いが、体が小さいため敵の攻撃を避けやすいほか、他キャラクターだと当たらないような地面を這う敵にも攻撃ができる。
携帯電話アプリ版ではウパに変更されている（後述）。
- 通常攻撃：キック
- 飛び道具：パチンコ - 画面端まで届く飛び道具で、弾は小さいが弾速は飛び道具で最も速い。
- 出演作品：『グーニーズ』『グーニーズ2 フラッテリー最後の挑戦』（BGMはグーニーズ2より）

モアイ（モアイ・アレキサンドリア）
全キャラクターの中で一番大きく、コングと同じ位に高くジャンプができ、攻撃力や防御力も高い上攻撃範囲がやや広い。通常攻撃・飛び道具両方で特定のブロックを破壊することが可能だが、攻撃する際の動作が若干長い、足元を攻撃できないなどの弱点がある。
- 通常攻撃：頭突き - 特定のブロックを破壊可能。
- 飛び道具：イオンリング - 連射はできないが範囲が広め。特定のブロックを破壊可能。
- 出演作品：『グラディウス』

コング（キングコング）
体が大きく、他のキャラクターよりも高くジャンプすることができる。攻撃の威力も大きく、戦力の要となるが当たり判定が大きい。
携帯電話アプリ版ではペンタに変更されている（後述）。
- 通常攻撃：メガトンパンチ - 連射もできるため、通常攻撃だと最も攻撃力に優れる。
- 飛び道具：岩 - 放物線を描いて飛ぶ。特定のブロックを破壊可能。
- 出演作品：『キングコング2 怒りのメガトンパンチ』

### シューティングステージの自機
ビッグバイパー（ビックバイパー）
シナモン博士が預かって改造中。貫通するレーザーやホーミングミサイルなど安定した強さを誇る機体。名前が「ビッグバイパー」と誤表記されている（携帯電話アプリ版では修正）。
- 特殊武器：レーザー、ホーミングミサイル
- 登場作品：『グラディウス』

ツインビー
ワルダーに立ち向かうが破壊されてしまい、修理中。リップルレーザーなど範囲の広い攻撃が得意。
- 特殊武器：リップルレーザー、ロケットパンチ
- 登場作品：『ツインビー』

### 研究所のキャラクター
シナモン
研究所でコナミマンたちの手助けをする博士。
- 出演作品：『ツインビー』

サイモン
シナモンの弟。死んでしまったキャラクターを生き返らせることができるが、1人につき弾丸100必要。シナモン博士は『ツインビー』シリーズのキャラクターだが、サイモンは本作が初出であり、原作では弟の存在については明らかにされていなかった。
- 出演作品：本作で初登場

ペンギン
各ステージへの転送装置を操る役。
携帯電話アプリ版ではお花ちゃんに変更されている（後述）。
- 出演作品：『けっきょく南極大冒険』（1983年）

エッチ005
ゲームのパスワードを記録・入力するためのスーパーコンピュータ。「エッチ005」という名前はタイトル画面でコンティニューを選んだパスワード入力時に知ることができるため、パスワードのない携帯電話アプリ版では名前が登場しない。シナモン博士が開発。
- 出演作品：本作で初登場

### 敵キャラクター

#### 江戸ステージ
山婆
赤い着物を来た女の妖怪。直進してくるのみである。
人魂
赤い火の玉。前方からゆっくりと直進してきて、一旦画面外に消えた後、高速で戻ってくる。
天狗
ジャンプ移動しながら弾を放つ。
お化けちょうちん
高所にいて口から弾を放つ。
草原坊
笠を被り槍を構えた僧侶。
烏
上空を蛇行して飛ぶ。
白髪鬼
赤い体と白髪を持つ鬼。山婆同様に直進のみだが、若干動きが速い。
皿投げカッパ
離れたところから頭の皿を投げてくる。
ゆうれい
蛇行しながら飛んでくる幽霊。
影
青い衣を来た忍者。速い動きで直進してきて、ヒーローの近くで宙返りする。
ティエンルン
江戸ステージのボスで和風の竜。

#### キャッスルステージ
バンバット
ゾンビ
スライム
クモ獣人
骨獣人
キョコンガー
ビッグアイ
暗黒戦士シャドウ
ファイヤースケルトン
魚獣人
ピラー
まる虫獣人
ドラキュラ
タドポール

#### 港町ステージ
チュー太
チョッキーニ
クラーケン
ゴルゴニアン
クラゲダール
キバラ
ホワイトボビー
ビッグアイ
コナゴン
はれつ弾

#### 都会ステージ
フライヤー
ジャンピングホッパー
デスチャージャー
レーザーウォーカー
メカコング
ばくだん
ストークボンバー
誘導ミサイル
ボスコンガー

#### 地獄ステージ
馬死化
姨蛇羅
鬼面般若
蛇香霊
妖鳥人
死門
痒炎霊
凶骨牛骸
独眼独頭
龍頭鬼尾
龍骨鬼ジュニア
マザー龍骨鬼

#### 怪獣ステージ
スコーピオン
ビッグ・スティンガー
ゴーゴン
ゾルン
サラマンダー
グリーンドラゴン
レッドドラゴン
メカモアイ
ちびっこモアイ
ボスモアイ

#### シューティングステージ
ストロベリーニ
ダッコン
エイラー
エビラ
ミジー
ウインガー
ビックコア
アヒル
ガイルーダ
ノウサイ
番人
手
ワルダー
地球に攻め込んできた大魔王。世界中のヒーロー達を捕らえ、守る者のいなくなった地球を滅ぼすことを目論んでいる。シューティングステージのボスとして登場する。龍の体と人間の顔を持つ巨大な怪物で、頭部まで接近すると単眼の龍のような本性を現す。撃破するとそのまま最終ステージである体内（内臓ステージ）に進入する。
- 出演作品：本作で初登場

#### 内臓ステージ
ヨーク
クロフリング
バンブーロッド
ホワイトアメーバ
レッドソーサー
ケルプ
ペラ
ガマ砲台
ミートボール
ワルダー（心臓部）
本作のラストボス。3つ首のエイリアン風の生物。
- 出演作品：本作で初登場

## 移植版
| No. | タイトル               | 発売日        | 対応機種                              | 開発元 | 発売元 | メディア                        | 型式 | 備考 |
| --- | ---------------------- | ------------- | ------------------------------------- | ------ | ------ | ------------------------------- | ---- | ---- |
| 1   | コナミワイワイワールド | 2006年4月5日  | FOMA900、901、902シリーズ （iアプリ） | KDE    | KDE    | ダウンロード （コナミネットDX） | -    |      |
| 2   | コナミワイワイワールド | 2008年7月16日 | 256K/3G対応機種 （S!アプリ）          | KDE    | KDE    | ダウンロード （コナミネットDX） | -    |      |
| 3   | コナミワイワイワールド | 2009年1月15日 | BREW3.1/4.0対応機種 （EZアプリ）      | KDE    | KDE    | ダウンロード （コナミネットDX） | -    |      |

### 携帯アプリ版
基本的なゲーム内容は同じだが、携帯電話に合わせ、操作方法などが一部変更された。ファミコン版とは違い一人専用ゲームとなっている。

#### 登場キャラクターの変更
諸権利の都合上、登場キャラクターのうち、もとはアメリカ映画のキャラクターであったマイキーとコングがウパとペン太へ差し替えられた。それぞれのBGMも『バイオミラクル ぼくってウパ』（1988年）と『夢大陸アドベンチャー』（1986年）で使用された曲となっている。
ウパ
マイキーの代わりに登場し、同じく狭い場所を通ることが可能。マイキーとは違い、しゃがむことができないが、常に地面を這う低い姿勢のままなので当たり判定が小さい。しかし、マイキーなら伏せればかわすことができた敵のムチや炎には当たってしまう（当たり判定の高さはマイキー立ち＞ウパ＞マイキーしゃがみ）。元のゲームや続編『ワイワイワールド2』とは違い、ガラ＝スウォード（ガラガラ）による通常攻撃に特殊効果はない。
- 通常攻撃：ガラ＝スウォード
- 飛び道具：音符 - 発射直後のみ敵を貫通する。
- 出演作品：『バイオミラクル ぼくってウパ』

ペンタ（ペン太）
コングの代役として登場したため体格が非常に大きく、『夢ペンギン物語』の時のように少し太っている。飛び道具の氷は投げる瞬間のみ敵を貫通するのでコングよりも性能が良い（ただし、怪獣ステージの岩壁のような破壊可能ブロックは貫通できない）。ペン太は『パロディウス』シリーズでは「ペン太郎の父親」という設定。
- 通常攻撃：ペンタパンチ
- 飛び道具：氷 - 放物線を描いて飛ぶ。特定のブロックを破壊可能。発射直後のみ敵を貫通する。
- 出演作品：『けっきょく南極大冒険』、『夢大陸アドベンチャー』など

お花ちゃん（ペン花子）
ペンギンに代わって研究所の転送装置を操る役として登場。リボンをした赤いペンギン。元は『極上パロディウス』に登場したペン太郎の2Pキャラクターで、彼の幼馴染。『夢大陸アドベンチャー』や『夢ペンギン物語』のヒロインのペン子（ペン太の恋人）とは別人。
エンディングの記念撮影でも、ファミコン版でマイキーとコングとペン太郎が写っていた場所が、ウパとペン太とお花ちゃんに差し替わっている。
出演作品：『極上パロディウス 〜過去の栄光を求めて〜』（1994年）

#### ステージの変更
関連ステージもグラフィックのみ変更された。見た目が異なるのみで、敵の攻撃やマップの内容はほぼ同一。
お菓子ステージ
港町ステージ（マイキー）のグラフィック差し替え。『バイオミラクル ぼくってウパ』の可愛らしい敵やステージグラフィックに変わっている。ただし、ばくち場はそのまま存在。元のステージ同様、シモンでなければウニのような敵を倒すのが困難となっている。ボスはいない。
専用アイテムの「パチンコ」も「ミルク」（ウパが音符を使用可能）に差し替えられている。
南極ステージ
メカ風の都会ステージ（キングコング）が南極風に差し替えられ、敵も巨大鳥やイワトビペンギン、ファミコン版の港町ステージで登場したアザラシや白クマなどに変更。元のステージにいた電撃を降らせるメカが、ただ泡を1つ落とすだけのクラゲに変わった為に攻撃を避けやすくなり、難易度は少し下がった。背景に『けっきょく南極大冒険』で登場した南極基地も登場する。元のステージ同様、背の低いキャラクター（ウパ）がいないと進めない箇所がある。ボスはシャチのようなキャラクター（BGMは『夢大陸アドベンチャー』のフリーザウルス戦）。
専用アイテムの「バナナ」も「氷」（ペンタが氷を使用可能）に差し替えられている。

#### その他の変更点
上記以外の変更点は以下の通り（ver1.0.8現在）。
- 難易度選択が追加され、EASY、NORMAL、HARDの三段階から選べるようになった。敵の出現数と耐久力、受けるダメージ量が変わり、NORMALがファミコン版と同様の設定に相当する。
- データの記録がパスワードではなくセーブ方式となった。ゲーム中、ポーズメニューを開けばいつでもセーブ可能。ステージの途中でセーブして中断した場合は、体力が全回復してステージの最初に戻される（ただし死亡したキャラはそのまま）。ファミコン版ではパスワードを取るためにステージを戻って研究所まで行かなければならなかったが、携帯電話アプリ版ではこれを利用してセーブして再開しなおせばすぐにステージから脱出できる。ただし、内臓ステージで最終ボスを倒して脱出中に中断した場合は、ボスを倒す前の状態に戻される。
- 一部のマップや敵の配置、攻撃方法などが細部で変更されている。
- 各キャラクターの攻撃判定がかなり大きくなり、敵に攻撃が当たりやすくなっている。内臓ステージに登場する白血球のような敵「ホワイトアメーバ」にまとわりつかれてもそのまま殴れば倒せるようになったため、難易度が大幅に減少した。
- 各キャラクターの横方向へのジャンプ力が上がり、ファミコン版ではギリギリ端にまで行かなければ飛び越せないような隙間も楽に越せるようになった。
- ジャンプが↑（または2）ボタンになった（十字ボタン8方向がそのまま操作に対応するようになった）。ファミコン版では階段を上る操作などが↑キーだったが、これらの操作とも統合されている。
- キャラクターの変更が0ボタンのみで行えるため、変更のたびにジャンプする必要がなくなった。
- 通常攻撃と飛び道具の切り替えがなくなり、左ソフトキーで飛び道具を直接発射するようになった。常に通常攻撃と撃ち分ける事が可能になったが、ボタン配置の関係上数字キーをメインにした場合は使いづらくなってしまっている。
- キーコンフィグでジャンプと攻撃のみ1 - 9ボタン（十字ボタン8方向）のどれかに変更できるが、これらのボタンと元のボタンを入れ替える形になるため、例えば攻撃（決定）を9ボタンにした場合、代わりに決定ボタン（5）が右下の操作の扱いになってしまう。ただし、ver.1.0.5からはタイトル画面の操作のみデフォルトの操作が適用されるようになった。
- シューティングステージでは自動で弾が連射される。また、レーザーが自機の動きとは連動しなくなった。
- 飛び道具の飛行スピードが全体的に遅くなり、モアイのイオンリングの射程が少し短くなった。
- タイトル画面で放置してもストーリーデモが流れない。
- ダメージを受けた・与えた時、虹色に光る演出ではなくただの点滅になった。
- マップ上に置いてある固定アイテムが光らない。
- マップ上の固定弾丸を入手しても5個しか増えない（ファミコン版は100個）。
- 一人専用ゲームのため、転送装置からワープする際はキャラクターが装置の中央に乗る演出になった。
- ゴエモンのBGMなど、一部のBGMのイントロがカットされている。また、どのBGMもポーズして再開すると再び冒頭から流れるようになった。
- 機種によってはBGMがループする瞬間、一瞬音が途切れてしまう。これはクリア後に出現するサウンドテストでも同様。
- ファミコン版での誤表記「ビッグバイパー」が「ビックバイパー」に修正された。
- ファミコン版にはあったシナモン博士の台詞が一部カットされている（キャラクターが死亡した時や、アイテムのヒントなど）。また、新たにウパとペン太用のメッセージが追加された。
- 内臓ステージから脱出する際のタイムカウントの初期値がファミコン版の5000から2000に下がった。その代わりタイムの減少するスピードは遅くなっている。
- エンディングのコナミの社名ロゴマークは、当時のものではなく最新のものに変更されている。

また、最新版であるver.1.0.8では全て修正されているが、携帯電話アプリ版の過去のバージョンでは以下のような数々の不具合が存在した。
ver.1.0.1、ver.1.0.2
初期バージョンにのみ発生した、ばくち場が正常に遊べない、カギの所持数が異常な数になる、などの現象を修正したver.1.0.2がすぐにリリースされたが、なお多くの不具合が残っていた。ステージセレクト画面で9を押すことでいきなり最終ステージから始められ、そのままクリアもできてしまうなどの他、シューティング面の背景が異常になる、シモンのクロスを消さずに残せる、などの不具合があった。
ver.1.0.4
ver.1.0.2から多数の不具合が修正されたが、エンディングの記念撮影で赤いペンギンの代わりにファミコン版のペン太郎が出演し、ペン太とペン太郎が一緒の写真に写るという現象や、シナモンのメッセージの誤表記などは引き続き残っていた。また、このバージョンのみ内臓ステージに登場するX型の敵「ペラ」の当たり判定が存在しなくなり、当たってもダメージを受けずにすり抜け、こちらからダメージを与えることもできない、という現象が新たに発生していた。
ver.1.0.5
ver.1.0.4までの多数の不具合が修正され、キーコンフィグに関する不具合も修正された。
ver.1.0.6
ver.1.0.5にあった一部の表記の誤りが修正された。
ver.1.0.8
ver.1.0.6にあった一部の不具合が修正された。過去のバージョンではペン太の名前表記が一部で「ペンギン」となっていたものが、全て「ペンタ」表記に統一された。これに伴い、ペン太の攻撃の名称も「ペンギンパンチ」から「ペンタパンチ」に変更された。

## 音楽
BGMはすけのみや藤尾らが担当した。最終面である内臓ステージ以外のアクションステージでは、キャラクターをチェンジすると、BGMもキャラ固有の曲に変わる。コナミマン、コナミレディ、モアイは本作オリジナルのBGMだが、それ以外のキャラクターの使用時はそのキャラクターが出演していたゲームのBGMが流れる。最終ボスのワルダー（内臓）のBGMは同社の『魂斗羅』の最終ボスのBGMと同じ。
同じコナミの音楽ゲーム『pop'n music』シリーズには原作ゲームのBGM楽曲やキャラクターが複数登場しており、アーケード版『pop'n music 15 ADVENTURE』のエキスパートモードではそれらの楽曲で構成された「コナミゲームコース」が登場、そのコースカードのイラストが本作のパッケージイラストを模したものとなっていた。
『ワイワイワールド2』とは異なり長年サントラ化はされていなかったが、発売から25年以上経った2014年5月19日にプロジェクトEGG（EGG MUSIC RECORDS）により『2』とのカップリングで2枚組CD『ワイワイワールド1&2 サウンドコレクション』として初のサントラ化を果たした。本作についてはDISC1にファミコン版、携帯電話版（FM音源）、携帯電話版（PCM音源）の3バージョンが収録されている。ただし、権利上の問題等からマイキーおよびコングがそれぞれキャラクター「M」、キャラクター「K」と名前を伏せられている。

## スタッフ
- メインプログラム：シナモンカズヒロ（青山和浩）
- プログラム：サイモンツカサ（徳田典）、シモンミツアキ（小川光章）
- グラフィック：ゲツナカモト（月仲本）、クサカススム（日下進）
- サウンド：ラッシャーサカモト（坂元信也）、シゲチャン（松尾重政）、ダミアンフジオ（藤尾敦）

## 評価
ゲーム誌『ファミコン通信』の「クロスレビュー」では合計30点（満40点）でシルバー殿堂入りを獲得、『ファミリーコンピュータMagazine』の読者投票による「ゲーム通信簿」での評価は以下の通り22.48（満30点）点となっている。また、同雑誌1991年5月10日号特別付録の「ファミコンロムカセット オールカタログ」では「コナミのエンターテイメント・ゲームの集大成ともいえるアクションゲーム」と紹介されている。
| 項目 | キャラクタ | 音楽 | 操作性 | 熱中度 | お買得度 | オリジナリティ | 総合  |
| 得点 | 4.18       | 3.78 | 3.54   | 3.70   | 3.53     | 3.75           | 22.48 |